# For Folkets Fremtid
For Folkets Fremtid er en dansk film fra 1943 instrueret af Søren Melson efter manuskript af Henning Friis.

## Handling
Filmen giver et indblik i det offentliges indsats for borgere i alle alders- og samfundsklasser. Det danske samfunds socialforsorg skildres for det enkelte individ - fra fødsel til grav: Hjælp til mødre, til spædbørn, til de større børn, forsorgen for ungdommen, for syge og vanføre og for åndssvage og sindssyge. Men filmen peger også på, hvor der skal sættes ind for yderligere at udbygge den sociale forsorg. Den understreger, at meget er nået, men at der stadig er langt til målet.